# 飯田街道
飯田街道（いいだかいどう）と呼ばれる街道は諸説あり、現在も、歴史的にも複数が存在する。主な2例として、第一に愛知県名古屋市から豊田市を経由して長野県に入り、根羽村、阿智村を経て飯田市へ到る道。第二に静岡県浜松市内の飯田地区に通ずる主要道路を挙げることができる。

## 概要
現在、地図あるいは道路標識で「飯田街道」と確認できる箇所は、以下の3つが知られている。
1. 名古屋城下から八事興正寺に向って斜めに貫く道路。現代の愛知県道56号名古屋岡崎線をたどり、天白川を超えて平針までの区間。
2. 愛知県道58号名古屋豊田線の豊田市保見地区界隈。
3. 根羽村から豊田市挙母町1丁目交差点へ（国道153号経由）、同市内小坂町10丁目交差点から同7丁目交差点（愛知県道520号豊田東郷線経由）、さらに東郷町諸輪交差点までの区間。

これらの道を結び、1本の街道として地図上に描くことはできない。
名古屋城下から「駿河街道」（前出の県道56号）で岡崎方面に進んで平針で左折し、同県道58号で豊田市保見から足助方面へ向かい、枝下の渡しで矢作川を渡る。足助から先の国道153号（「三州街道」）を信州飯田までの道と記した資料は多いが、この区間が「飯田街道」となった経緯は、1885年（明治18年）の道路法で指定されたからである。

## 名古屋から足助の区間
江戸時代
江戸時代の文献（1701年–1840年頃）には、名古屋城下より東へ伸びる以下の四筋の道が描かれている。
1. 大曽根から現・瀬戸市へ：守山区大森を経て上品野村へ至る。
  1. 現在の愛知県道61号名古屋瀬戸線（「瀬戸街道」）、国道363号に相当。
2. 同じ出発点から現・同市内山口町へ：鍋谷上野、猪子石原を経て矢田川沿いに進む。
  1. 現・県道215号田籾名古屋線（出来町通）から同208号上半田川名古屋線等を連絡。
3. 末森村、高針村、岩崎村、岩藤、米野木、三本木、保見、猿投へ至る。
  1. 現・県道60号名古屋長久手線～同217号岩藤名古屋線～同58号名古屋豊田線、国道153号に相当。
4. 名古屋城下から川名、植田、平針、祐福寺から宇頭へ至る。
  1. 「駿河街道」に相当。

このうち1.と3.の道は別の文献で「信州飯田街道」と書かれている。名実ともに由緒ある道である。
1.の信州飯田街道は、中山道の脇往還として栄えた「下街道」の脇道である。東濃から瀬戸、名古屋を結んでいる。
2.の道の先は地図に描かれないほどの道を通って保見へむかい、信州飯田を目指したことを示す道標がある。1.から3.いずれの道も保見を経由している。
また江戸時代に日進市赤池から豊田市挙母町に向かう道は存在し「挙母街道」と呼ばれ、ほぼ現在の愛知県道520号豊田東郷線に相当する。
挙母より矢作川沿いに北上する道は、保見方面から信州飯田に向かう道に足助の手前で合流する。この道も江戸時代からの歴史ある「信州飯田街道」である。
幕末から明治以降
明治時代になって法律で規定された道は年表参照。

## 足助から信州飯田の区間
ほぼ国道153号沿いであり今と昔のルートは変わらない。この区間にいくつか別名がある。三州街道は三河地方を貫くルートとして、東海道のうち小坂井と根羽村を岡崎経由で結ぶ。
- 伊奈街道も設楽から根羽村を目指し、飯田から伊那へ入り塩尻に向かう。
- 馬による通運だが農家のサイドビジネスの道として、中馬街道、中馬の道と呼ぶ。
- 山間部へ塩を運んだ塩の道。

足助地区に伝わる江戸時代の文献ではすべて「伊奈街道」と表記されている。根羽村から先の飯田では「飯田街道」とも呼ばれた。

## 年表
明治以降、「飯田街道」と呼ばれた道を年表にまとめる。
- 1876年（明治9年）6月8日 - 県道三等飯田街道が「平針村ヨリ信州伊奈郡界ニ至ル」ルートとして指定される。従来は「伊保街道」・「伊奈街道」と記した道をこのときに「飯田街道」に改名[8][要ページ番号]。
- 1876年（明治9年）の道路法 - 大森・上品野経由の街道を県道に指定、「瀬戸街道」と改名。
- 1879年（明治12年）～1880年（明治13年）頃 - 御船村字大釜に大釜橋を架けて渡した区間を「飯田街道」と呼ぶ。従来は枝下で渡船を使い川を横断していた。
- 1882年（明治15年）5月 - 矢作川に平戸橋を架設[注釈 1]、また古鼠（現・豊田市扶桑町）と勘八山中のあいだに新道を開き、路線を付け替える。四郷ー越戸ー古鼠ー勘八ー力石の通行が始まる[9]。
- 1882年（明治15年）～1884年（同17年） - 「駿河街道」の平針～保見の道のうち「赤池より分岐して、浅田、野方、蟹甲、藤枝、米ノ木を経て、三本木にて「旧信濃街道」[10]に合する」区間の道路改築工事がされる。その後も数次の改修工事（特に1929年（昭和4年）より幅員拡張）によって現在に至る。
- 1884年（明治17年） - 大釜橋流失[9]。
- 1885年（明治18年）2月 - 内務省告示に伴う県道表で「県道：「飯田街道」。起点：愛知県名古屋市泥江町・終点北設楽郡稲橋村長野県界」が指定される（県道：「飯田街道」が名古屋市街まで延長）。
- 1890年（明治23年） - 7か年連続勘八道路改修工事が計画される。
- 1892年（明治25年） - 勘八道路改修工事着手。
- 1898年（明治31年）5月 - 勘八道路改修工事竣工。この時に、平戸橋～矢作川・力石川に沿う路線となる[9]。
- 1920年（大正9年） - 道路法で「県道名古屋飯田線：愛知県名古屋市中区鉄砲町より、稲橋村」が指定される。ここで道路法が定める道の名前から「飯田街道」の名前が消滅する。
- 2019年（令和元年）10月 - 瀬戸市北部の雨沢峠から坂瀬坂の間が文化庁によって歴史の道百選に選定される[注釈 2]。